# Franc Čačovič
Franc Čačovič, slovenski gradbeni inženir, * 28. maj 1927, Murska Sobota, † marec 2014
Na ljubljanski Tehniški visoki šoli je 1953 diplomiral na oddelku za gradbeništvo. Strokovno se je izpopoljeval v ZDA (1963). Leta 1952 se je zaposlil na Zavodu za raziskavo materiala in konstrukcij v Ljubljani, kjer je 1964 postal vodja oddelka za masivne konstrukcije in modele konstrukcij. V letih 1972−1976 je bil direktor zavoda; vmes je 4 leta vodil razvojni center poslovne skupnosti Giposs.